# Tweevlekvedermot
De tweevlekvedermot (Stenoptilia bipunctidactyla) is een vlinder uit de familie van de vedermotten (Pterophoridae). De spanwijdte van de vlinder bedraagt tussen de 22 en 28 millimeter. De soort komt verspreid over Europa en Klein-Azië voor.

## Waardplanten
De tweevlekvedermot heeft blauwe knoop, vlasbekje, akkerleeuwenbek en Knautia als waardplanten.

## Voorkomen in Nederland en België
De tweevlekvedermot is in Nederland en in België een zeldzame soort, langs de Nederlandse kust is hij wat algemener. De soort kent meerdere jaarlijkse generaties die van maart tot oktober vliegen.